# Grafo de Shrikhande
No campo da matemática da teoria dos grafos, o Grafo de Shrikhande é um grafo nomeado descoberto por S. S. Shrikhande em 1959. é um grafo fortemente regular com 16 vértices e 48 arestas, com cada vértice tendo um grau de 6.

## Propriedades
No grafo de Shrikhande, quaisquer dois vértices I e J têm dois vizinhos distintos em comum (excluindo os próprios dois vértices I e J), o que é verdade independentemente de I ser adjacente a J. Em outras palavras, seus parâmetros para ser fortemente regulares são: {16,6,2,2}, com {\displaystyle \lambda =\mu =2}, esta igualdade implicando que o grafo é associado a um BIBD simétrico. Ele compartilha esses parâmetros com um grafo diferente, o 4×4 grafo torre (rook's graph).
O grafo de Shrikhande é localmente hexagonal; isto é, os vizinhos de cada vértice formam um grafo ciclo de seis vértices. Como em qualquer grafo localmente cíclico, o grafo de Shrikhande é o 1-esqueleto de uma triangulação de Whitney de alguma superfície; no caso do grafo de Shrikhande, esta superfície é um toro em que cada vértice é cercado por seis triângulos. Assim, o grafo de Shrikhande é um grafo toroidal. O dual desta incorporação é o grafo de Dick, um grafo cúbico simétrico.
O grafo de Shrikhande não é um grafo distância-transitivo. É o menor grafo distância-regular que não é a distância-transitivo.
O grupo de automorfismo do grafo de Shrikhande é da ordem de 192. Ele age transitivamente sobre os vértices, nas arestas e nos arcos do grafo.
O polinômio característico do grafo de Shrikhande é: {\displaystyle (x-6)(x-2)^{6}(x+2)^{9}}. Portanto o grafo de Shrikhande  é um grafo integral: seu espectro consiste inteiramente de inteiros.

## Galeria

O grafo de Shrikhande é um grafo toroidal.
O número cromático do grafo de Shrikhande é 4.
O índice cromático do grafo de Shrikhande é 6.
O grafo de Shrikhande desenhado simetricamente.
O grafo de Shrikhande é Hamiltoniano.